# Kollision i Borup
Kollision mellem bådtoget "Englænderen" og et godstog i Borup
Den 23. maj 1975 kolliderede tog 448 ("Englænderen") under gennemkørsel i Borup med et godstog under udkørsel.
Undersøgelserne viste, at godstoget var sat i gang fra Borup spor 2 mod Roskilde. Lokomotivet og forreste vogn havde passeret sporskiftet (sporskifte 105) da "Englænderen" ramte toget. Der blev ikke fundet fejl ved sikringsanlægget og det blev fastslået, at der havde signal til gennemkørsel ad spor 1 for "Englænderen", medens der ikke havde været noget kør-signal (grønt lys) for godstoget i spor 2.
Det blev derfor konkluderet, at lokomotivføreren i godstoget havde igangsat dette uden den fornødne signalgivning. Det blev antaget at lokomotivføreren havde iagttaget udkørselssignalet skifte først fra rødt til et grønt lys og derefter til to grønne lys i forbindelse gennemkørselssignalgivningen for "Englænderen", men at han ikke havde iagttaget PU-signalet i spor 2, der med to hvide lys ved siden af hinanden havde vist signal "forbikørsel forbudt".
Ulykken og undersøgelsesresultatet var stærkt medvirkende til, at DSB indførte krav om, at anvende rødt lys i PU-signaler når disse skulle sikre mod at tog fejlagtigt satte i gang som følge af signalgivning i samme retning for tog i nabospor.
Ved ulykken blev fem personer kvæstet, heraf en alvorligt. To af personvognene i "Englænderen" væltede om på siden og seks vogne i godstoget blev afsporet.
|  | Denne artikel kan blive bedre, hvis der indsættes geografiske koordinater Denne artikel omhandler et emne, som har en geografisk lokation. Du kan hjælpe ved at indsætte koordinater i wikidata. |